# Silent Hill 2
Silent Hill 2 (サイレントヒル 2 Sairento Hiru Tsū, tạm dịch: Đồi Câm Lặng 2) là phần hai của loạt trò chơi kinh dị Silent Hill. Game được phát triển bởi Team Silent, đội ngũ phát triển game thuộc cựu công ty con Konami Computer Entertainment Tokyo của Konami, và được phát hành bởi Konami lần đầu tiên cho hệ máy Sony PlayStation 2 vào cuối năm 2001, sau đó là phiên bản trên máy Microsoft Xbox và Microsoft Windows vào năm 2002. Silent Hill 2 còn được phát hành lại nhiều lần, đến tháng 3 năm 2012, các phiên bản có độ nét cao được phát hành cho PlayStation 3 và Xbox 360.
Silent Hill 2 vẫn luôn được đánh giá là một trong những game kinh dị xuất sắc nhất từng được tạo ra cho đến nay. Câu chuyện trong trò chơi vẫn lấy bối cảnh tại thành phố giả tưởng ở Mỹ có tên là Silent Hill nhưng không phải là sự nối tiếp của phần một. Nội dung xoay quanh nhân vật chính James Sunderland sau khi nhận được lá thư bí ẩn của người vợ quá cố nói rằng cô vẫn đợi anh ở Silent Hill và hành trình tìm lại sự thật của James.

## Cốt truyện
James Sunderland nhận được một lá thư trên đó đề tên Mary (Mary Shepherd-Sunderland), người vợ của anh đã mất ba năm trước bởi một căn bệnh khủng khiếp. Trong thư ghi rằng cô đang chờ anh ở một "nơi đặc biệt" tại Silent Hill, thành phố từng gắn với nhiều kỷ niệm đẹp giữa họ. James tỏ vẻ hoài nghi nhưng anh vẫn quyết định quay trở lại Silent Hill để tìm ra sự thật. Silent Hill bây giờ không còn đẹp như trong ký ức của James, nó dường như bị bỏ hoang từ lâu và mọi ngả đường luôn bị bao phủ một lớp sương mù dày đặc cùng những con quái vật kinh khủng chỉ chực lao vào tấn công anh. Trong quá trình khám phá thành phố, James gặp gỡ Maria, một phụ nữ có ngoại hình rất giống Mary (chỉ khác cách ăn mặc); Angela Orosco, một cô gái đang đi tìm mẹ của mình; Eddie Dombrowski, một thanh niên mập mạp có những hành vi kỳ quặc; và Laura, một bé gái bí ẩn có vẻ đã từng gặp và hiểu rõ Mary. Ngoài ra, James còn đụng độ Pyramid Head, một con quái vật vô cùng khủng khiếp.
Càng dấn thân vào thành phố Silent Hill để tìm "nơi đặc biệt" mà Mary nhắc đến, những bí mật động trời dần được hé mở ra. James chứng kiến Maria chết hai lần nhưng tiếp tục gặp lại cô ở những địa điểm khác; anh còn nhận ra rằng cô có những ký ức của Mary dù Maria luôn khẳng định mình không phải là Mary. Angela đã giết chết cha mình, kẻ đã lạm dụng tình dục cô với sự đồng lõa của anh trai. Eddie cũng đã từng giết một kẻ bắt nạt hắn, và hắn còn nói rằng sở dĩ James có mặt ở Silent Hill vì anh cũng đã từng gây ra một tội ác trong quá khứ như hắn. Còn Laura thì nói anh là một kẻ ích kỷ, không hề quan tâm đến Mary; cô bé cho biết mình là bạn của Mary khi họ cùng ở chung phòng trong bệnh viện năm ngoái. James bắt đầu trở nên điên loạn vì những thông tin đó. Mary đã chết trước đó ba năm cơ mà? Và anh đã gây ra tội ác khủng khiếp gì?
Điểm đến cuối cùng James nghĩ tới là Khách sạn Lakeview, nơi anh và Mary đã từng ở, và tìm thấy Laura ở đây. Cô bé nói rằng mình cũng đang đi tìm Mary và cho anh xem tấm thiệp do Mary viết tặng Laura, trong đó Mary nói muốn nhận Laura làm con nuôi và cô chúc mừng cô bé sinh nhật 8 tuổi chỉ một tuần lễ trước. Dường như anh đã hoàn toàn sai lầm về thời điểm Mary qua đời. Đó không phải ba năm về trước, nếu cô thực sự đã chết, thì chỉ vào khoảng trước đó hơn một tuần hay lâu hơn. Rồi Laura muốn cho James xem bức thư thứ hai của Mary nhưng cô bé đã làm rơi nó, Laura hoảng hốt chạy đi tìm. Sự thật hiện ra một cách rõ ràng khi James tìm lại được cuốn băng ở trong căn phòng mà họ đã ở tại khách sạn này ba năm trước. Trong băng, Mary nói rằng cô yêu thành phố này đến nhường nào và rất muốn James sau này đưa cô quay trở lại đây một lần nữa. Đoạn cuối của cuốn băng hiện lên cảnh James tiến đến giường bệnh của Mary và âu yếm hôn lên má cô, sau đó anh giật chiếc gối phía sau cô và hình ảnh nhoà đi. Bỗng James nghe thấy giọng nói của Mary cầu xin anh đến với cô, anh đứng dậy và đi tìm Mary.

### Các đoạn kết
Người chơi sẽ gặp những đoạn kết khác nhau tùy thuộc vào lựa chọn của họ trong suốt quá trình chơi game và việc họ đáp ứng được bao nhiêu phần trăm các yêu cầu trong game (ví dụ như nếu người chơi để tình trạng sức khỏe của James dưới 50% trong phần lớn thời gian chơi thì có nhiều khả năng sẽ kết thúc ở phần kết xấu hơn).
- Kết thúc "Leave" (Rời đi):

Đây là phần kết đẹp. James đi lên đầu một cầu thang, tại đó Maria đang đứng gần cửa sổ với trang phục giống hệt Mary. Maria buộc tội James đã giết Mary và dụ dỗ James chấp nhận mình. Song James không đồng ý, anh nói anh không còn cần cô nữa. Maria tức giận biến hình thành một con quái vật, trùm cuối cùng của game. Sau khi tiêu diệt "quái vật Maria", một đoạn phim hiện ra. James ngồi cạnh giường của Mary lúc cô sắp chết và cầu xin Mary tha thứ và Mary đã chấp nhận tha thứ cho anh, cô nói cô cũng muốn chết và muốn mọi nỗi đau đớn đều chấm dứt. Ban đầu James nói rằng anh không thể chịu đựng được cảnh cô như thế nên đã làm vậy. Nhưng sau đó James bật khóc và nói anh chỉ là một kẻ ích kỷ, anh ghét cô trong tình trạng như thế, anh muốn cô chết để anh bắt đầu cuộc sống mới. Mary mỉm cười nói rằng anh không phải con người như thế rồi đưa cho James lá thư thứ hai, yêu cầu anh tiếp tục sống cuộc sống của mình và thanh thản nhắm mắt. Cảnh game kết thúc với việc lá thư được đọc và James đi cùng Laura qua nghĩa trang để rời khỏi Silent Hill.
- Kết thúc "In Water" (Trong làn nước):

Đây là phần kết buồn. Kết thúc "In Water" giống "Leave" đến đoạn James đang ngồi cạnh giường của Mary lúc cô sắp chết. James cầu xin Mary tha thứ và Mary đã chấp nhận tha thứ cho anh, cô nói cô cũng muốn chết và muốn mọi nỗi đau đớn đều chấm dứt. James thú nhận một phần trong anh không muốn nhìn thấy Mary phải chịu đau đớn, một phần xấu xa ích kỷ muốn cô chết để thoát khỏi cô. Mary bảo rằng anh giết cô và anh bị dằn vặt bởi điều đó cũng đủ rồi, cô đưa cho James lá thư thứ hai rồi ra đi vĩnh viễn. Cảnh game kết thúc với việc James bồng xác Mary ra ngoài, kế tiếp có những tiếng đóng cửa xe, tiếng ô tô chạy một đoạn ngắn, cuối cùng lá thư được đọc trong không gian làn nước hồ Toluca. Anh trầm mình xuống hồ, như một sự gột rửa tội lỗi và để anh có thể gặp lại Mary.
- Kết thúc "Rebirth" (Tái sinh):

Đây là phần kết bí ẩn. Phần kết này giống hai phần kết trên đến đoạn James đánh bại "quái vật Maria". Sau đó anh cố gắng hồi sinh Mary bằng cách sử dụng một số đồ vật thu thập được trong cuộc hành trình để triệu hồi các vị Thần cổ xưa của Silent Hill. Cảnh game kết thúc khi James buông tiếng gọi như một tiếng thở phào: "Ah... Mary!". Phải chăng anh đã thành công và được gặp lại vợ mình?
- Kết thúc "Maria":

Đây là phần kết xấu. James tìm tới một căn phòng lớn, tại đó Mary đang ngồi trên một chiếc giường gần cửa sổ. Mary buộc tội James đã giết mình để trút bỏ gánh nặng và đã chóng quên mình để đến với Maria. Mary biến hình thành một con quái vật, trùm cuối cùng của game. Sau khi tiêu diệt "quái vật Mary", một đoạn phim hiện ra, Maria trở lại bên cạnh James. James nói rằng con quái vật mà anh đã tiêu diệt không phải là Mary vì cô đã chết và bày tỏ mong muốn Maria sẽ đi cùng mình rời khỏi Silent Hill, Maria đưa cho anh lá thư thứ hai của Mary. Cảnh game kết thúc với việc lá thư được đọc và James đi cùng Maria tới chỗ để ô tô để rời khỏi thị trấn, khi đó Maria bắt đầu ho giống như Mary đã từng khi họ rời khỏi thành phố này năm xưa...
- Kết thúc đùa "DOG" (Chó) và "UFO" (Đĩa bay):

Đây là những phần kết đùa. Trong phần kết "DOG", James phát hiện ra một chú chó trong căn phòng điều khiển tất cả mọi chuyện thông qua một hệ thống máy tính. Còn ở phần kết "UFO" được bổ sung trong phiên bản dành cho Xbox thì James bị đĩa bay (UFO) của người ngoài hành tinh (ET) bắt đi với sự giúp đỡ của Harry Mason, nhân vật chính trong Silent Hill.

### Bức thư thứ hai của Mary
Bức thư ngắn thứ nhất mà James nhận được ở đầu game có nội dung giống với phần đầu bức thư thứ hai của Mary ở các phần kết thúc (đến đoạn "ở "nơi đặc biệt" của chúng ta, và đợi anh..."). Theo như lời Jeremy Blaustein, điều phối viên kiêm phiên dịch viên của Silent Hill 2, nữ diễn viên lồng tiếng nhân vật Mary là Monica Horgan đã bật khóc sau khi đọc xong bức thư này.

#### Nội dung
Trong những giấc mơ dường như không có điểm kết thúc, em luôn thấy thành phố đó, Silent Hill. Anh đã hứa rằng một ngày nào đó sẽ đưa em trở lại nơi đây, nhưng anh chưa bao giờ thực hiện cả. James à, bây giờ em đang ở đó một mình, ở "nơi đặc biệt" của chúng ta, và đợi anh, đợi anh đến để gặp em. Nhưng anh không bao giờ đến cả, và em vẫn đợi anh, gặm nhấm nỗi đau và nỗi cô đơn một mình. Em biết em đã gây ra cho anh những điều thật khủng khiếp, những điều mà anh không thể tha thứ cho em. Ước gì em có thể thay đổi những điều đó, nhưng là không thể James à. Nằm ở đây đợi anh, em cảm thấy mình thật là xấu xí và đáng thương hại!
Hằng ngày em nhìn lên những vết nứt trên trần nhà và chỉ nghĩ được rằng cuộc sống thật quá bất công với mình. Hôm nay bác sĩ đến gặp em, ông nói rằng em có thể về nhà để nghỉ ngơi vài ngày. Không phải vì tình trạng của em đã khá hơn, mà chỉ vì đây có thể là cơ hội cuối cùng của em. Em nghĩ là anh hiểu ý em muốn nói. Nhưng thậm chí là như thế, em vẫn rất vui khi được về nhà! Em nhớ anh nhiều lắm James ạ! Nhưng James ơi, em sợ, em sợ rằng anh thật sự không muốn em về nhà! Mỗi lần anh đến thăm em, em có thể cảm nhận được điều đó đối với anh khó khăn đến nhường nào. Em không biết là anh ghét em hay thương hại em, hay là anh đang kinh tởm em nữa? Em xin lỗi vì điều đó! Khi lần đầu nhận thức được mình sẽ chết, em đã không thể chấp nhận được nó. Em như trong cơn điên loạn và làm tổn thương đến những người mình yêu thương nhất. Đặc biệt là anh, James à. Vì vậy em có thể hiểu được nếu anh ghét em. Nhưng James ơi, em muốn anh biết điều này. Em mãi mãi yêu anh! Cho dù cuộc sống của đôi ta phải kết thúc như thế này, em vẫn sẽ không đánh đổi nó để lấy bất cứ thứ gì. Chúng ta đã có những năm tháng thật hạnh phúc bên nhau.
Thư cũng đã dài, chắc em phải nói lời tạm biệt anh tại đây. Em đã nhờ cô y tá đưa nó cho anh sau khi em qua đời, nghĩa là khi anh đọc được thì em đã đi rồi. Em không có quyền bắt anh phải luôn nhớ đến em, dù rằng em không thể chịu nổi cảm giác một ngày nào đó anh sẽ quên em. Những năm tháng cuối cùng mình bên nhau... Em rất xin lỗi vì những điều đã gây ra cho anh, cho chúng ta... Anh đã làm cho em thật nhiều điều, còn em thì lại chẳng bù đắp được điều gì cho anh. Vì thế từ bây giờ em muốn anh hãy sống cho bản thân. Hãy làm những điều tốt đẹp nhất cho mình James nhé.
James yêu của em. Em luôn luôn hạnh phúc khi ở bên anh!

## Nhân vật & diễn viên lồng tiếng
Diễn viên lồng tiếng ở cột đầu tiên là của phiên bản Silent Hill 2 gốc ra mắt lần đầu năm 2001, diễn viên ở cột thứ hai là của phiên bản HD làm lại ra mắt năm 2012.
|                          | Bản gốc (2001)       | Bản HD (2012)          |
| ------------------------ | -------------------- | ---------------------- |
| James Sunderland         | Guy Cihi             | Troy Baker             |
| Mary Shepherd-Sunderland | Monica Taylor Horgan | Mary Elizabeth McGlynn |
| Maria                    | Monica Taylor Horgan | Mary Elizabeth McGlynn |
| Angela Orosco            | Donna Burke          | Laura Bailey           |
| Eddie Dombrowski         | David Schaufele      | Liam O'Brien           |
| Laura                    | Jakey Breckenridge   | Không rõ               |
| Bác sĩ chữa trị cho Mary | Dennis Falt          | Kirk Thornton          |

## Lối chơi

Pyramid Head, đại diện cho tội ác và sự trừng phạt.

Silent Hill 2 chơi ở góc nhìn thứ ba tương tự Silent Hill. Làn sương mù khiến tầm nhìn của người chơi giảm xuống rất hẹp, một số màn chơi rất tối mà phải bật đèn pin thì người chơi mới thấy đường được. Ngoài ra James còn nhặt được một chiếc radio cầm tay ở đầu game giúp anh biết quái vật đang ở gần và nghe một số thông tin.
Vũ khí trong game có thể là cận chiến (melee) hoặc súng (nhiều loại). Tuy nhiên với đặc trưng của thể loại kinh dị sinh tồn, đạn dược và các phương tiện hồi sức khỏe (máu) sẽ không có nhiều, người chơi cần phải sử dụng một cách hợp lý và tiết kiệm. Khi gặp quái vật, người chơi không nhất thiết phải chiến đấu mà có thể bỏ chạy. Sau khi gặp Maria, người chơi cần phải giữ cho cô không bị chết nếu không muốn thua cuộc. Ngay khi mới vào đầu game người chơi có thể tìm thấy bản đồ thành phố Silent Hill ngay trong xe ô tô của James, và trong suốt quá trình chơi người chơi cũng cần chú ý nhặt bản đồ những nơi đặc biệt như tòa chung cư hay bệnh viện. Ngoài ra game còn lồng ghép thêm các phần chơi giải đố mà phần thưởng sẽ là những đồ vật có ích về sau. Để kiểm tra bản đồ và các đồ vật của James thì người chơi phải vào menu pause game để xem.
Quái vật trong game bao gồm loại bình thường hoặc những con trùm và phần lớn đều do James tưởng tượng ra (ngoài trừ trùm Eddie là người thật và trùm Abstract Daddy có lẽ do cả James và Angela tưởng tượng). Chúng thường tượng trưng cho một điều gì đó, có thể là những tội lỗi trong quá khứ, sự sợ hãi, ức chế, nỗi khát khao hay cái chết. Ví dụ như Lying Figure, Mannequin hay Bubble Head Nurse thể hiện sự ức chế về mặt tình dục của James trong thời gian Mary mang bệnh, Pyramid Head là sự phản ánh phần đen tối trong tâm hồn của James đồng thời cũng là thể hiện sự trừng phạt đối với James vì tội lỗi của anh hay Abstract Daddy tượng trưng cho việc Angela bị cha mình lạm dụng tình dục. Trong khi đó Maria là đại diện cho những gì James khao khát có được ở Mary trong thời gian cô mang bệnh. Cô bé Laura là người duy nhất không nhìn thấy điều gì bất thường trong thành phố. Nhiều ý kiến cho rằng trong Silent Hill 2, người chơi đang được điều khiển một nhân vật phản diện thực sự.

## Phát hành
Silent Hill 2 ra mắt lần đầu cho nền tảng PlayStation 2 tại Bắc Mỹ vào ngày 24 tháng 9 năm 2001, tại Nhật Bản vào ngày 27 tháng 9 năm 2001, và tại châu Âu vào ngày 23 tháng 11 năm 2001. Các phiên bản port trên các nền tảng khác cũng được Konami phát hành sau đó, phiên bản cho Xbox phát hành tại Bắc Mỹ vào ngày 20 tháng 12 năm 2001, tai Nhật Bản ngày 22 tháng 2 năm 2002, và tại châu Âu ngày 14 tháng 10 năm 2002. Bản port cho PC (Windows) được Creature Labs thực hiện và phát hành bởi Konami vào tháng 12 năm 2002. Phiên bản Windows có thêm phần chơi Born from a Wish và thêm một đoạn kết, đồng thời có thêm tính năng quicksave và trailers cho Silent Hill 3. Tại mỗi nơi thì phụ đề của game lại khác nhau: Saigo no Uta (Poem of the Last Moment) ở phiên bản Nhật Bản, Restless Dreams ở phiên bản Bắc Mỹ, và Inner Fear cho phiên bản châu Âu.
Vào năm 2006, Konami phát hành lại Silent Hill 2 cùng với hai phần tiếp theo, Silent Hill 3 và Silent Hill 4: The Room. Silent Hill HD Collection, một bản tổng hợp hai phiên bản games Silent Hill 2 và Silent Hill 3 làm lại dưới định dạng HD, được Hijinx Studios phát triển và Konami phát hành cho các nền tảng PlayStation 3 và Xbox 360 vào ngày 20 tháng 3 năm 2012. Trong hai phiên bản mới này, các diễn viên lồng tiếng đều được thay đổi, tuy nhiên người chơi vẫn có thể lựa chọn giọng lồng tiếng của ê kíp cũ.

## Phát triển

### Thiết kế

James đang chiến đấu với Lying Figure, là quái vật đầu tiên anh đụng độ trong game.

Silent Hill 2 được phát triển bởi Team Silent, một nhóm trực thuộc công ty con Konami Computer Entertainment Tokyo (KCET) của Konami. Ý tưởng cốt truyện được đưa ra bởi Takayoshi Sato, dựa trên tiểu thuyết Tội ác và Trừng phạt (1866) của nhà văn Nga Fyodor Mikhailovich Dostoevsky, kịch bản cuối cùng được hoàn thiện bởi Hiroyuki Owaku và Sato. Quyết định phát triển phiên bản kế tiếp phiên bản game đầu tiên Silent Hill một phần vì lý do doanh thu, khi phiên bản đầu đạt được những thành công về mặt thương mại, và một phần vì lý do sáng tạo, khi đội ngũ phát triển chấp nhận thử thách do họ sẽ gặp nhiều khó khăn để tạo ra một phiên bản có tính đột phá hơn phiên bản tiền nhiệm. Nhà sản xuất Akihiro Imamura đã tiếp nhận toàn bộ nhận xét của phần một và rút kinh nghiệm cho thiết kế Silent Hill 2. Ông dự tính cần khoảng 50 người làm việc: trong đó nhóm sáng tạo của phần một được giữ nguyên, và cần thêm 30 người nữa từ KCET.
Silent Hill 2 vẫn giữ nguyên không khí kinh dị mang tính tâm lý (psychological horror) của phần đầu. Do đội ngũ phát triển đã có khái niệm về môi trường sẽ thiết kế trong game, nên họ tập trung vào cốt truyện trước, ngược lại với quá trình thiết kề phần một. Phần cứng của các máy console lúc đó như PS2 cho phép đội ngũ phát triển tạo ra được màn sương mù và bóng có hiệu ứng thật hơn; ví dụ như nếu một con quái vật lao về phía nhân vật chính, bóng của nó trên tường phản chiếu qua ánh đèn pin trên tay nhân vật chính sẽ lớn dần. Khi xử lý phần góc nhìn của game, đội ngũ phát triển đã mất nhiều công sức để tạo được sự cân bằng giữa những góc quay đúng với tầm nhìn mà vẫn không gây cản trở cho gameplay.

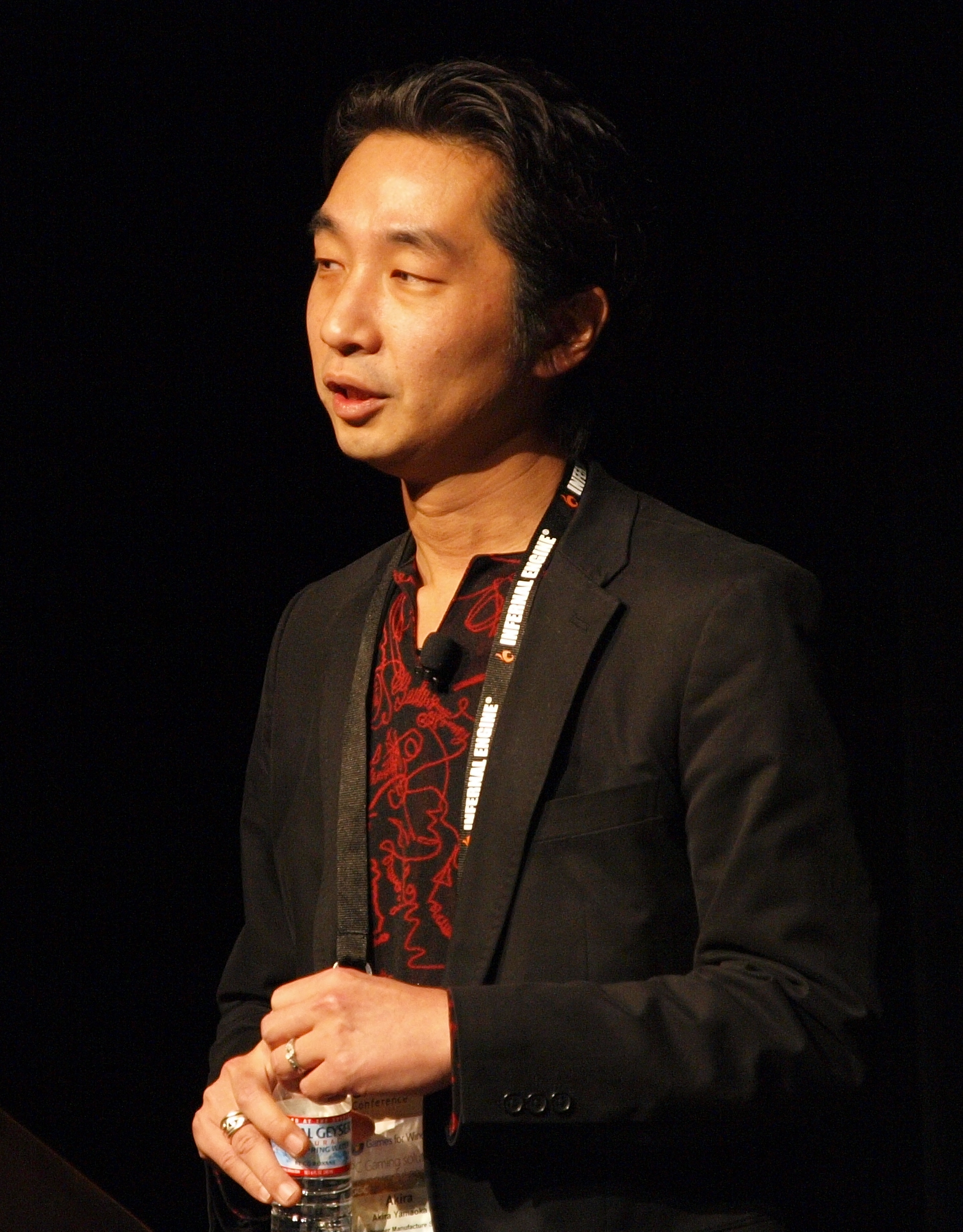
Akira Yamaoka

Các yếu tố kinh dị mang tính tâm lý, ví dụ như các nhân vật hay quái vật chỉ tưởng tượng, hay bức thư không hề có thật của Mary ở đầu game, được khai thác nhiều trong game. Đội ngũ phát triển muốn nhân vật chính của Silent Hill 2 phản chiếu được phần quỷ dữ trong tâm hồn, ngược lại với nhân vật chính trong phần đầu của game. Về phong cách nghệ thuật của trò chơi, nhóm phát triển có chịu ảnh hưởng bởi các đạo diễn David Cronenberg, David Fincher, David Lynch và Alfred Hitchcock, một số bộ phim tương tự như bộ phim kinh dị năm 1990 Jacob's Ladder của đạo diễn Adrian Lyne và các họa sĩ như Francis Bacon, Rembrandt và Andrew Wyeth.

### Âm thanh & nhạc game
Hệ thống âm thanh và âm nhạc trong game được đánh giá cao, góp phần tạo nên không khí rùng rợn trong game. Phần nhạc trong game vẫn tiếp tục được sáng tác bởi Akira Yamaoka, nhạc sĩ của Silent Hill. Sau đây là bảng các nhạc phẩm trong phiên bản game phát hành tại Nhật Bản vào ngày 3 tháng 11 năm 2001.
| Silent Hill 2 Original Soundtrack | Silent Hill 2 Original Soundtrack | Silent Hill 2 Original Soundtrack | Silent Hill 2 Original Soundtrack | Silent Hill 2 Original Soundtrack | Silent Hill 2 Original Soundtrack                 | Silent Hill 2 Original Soundtrack | Silent Hill 2 Original Soundtrack | Silent Hill 2 Original Soundtrack | Silent Hill 2 Original Soundtrack       | Silent Hill 2 Original Soundtrack | Silent Hill 2 Original Soundtrack | Silent Hill 2 Original Soundtrack | Silent Hill 2 Original Soundtrack                 | Silent Hill 2 Original Soundtrack | Silent Hill 2 Original Soundtrack | Silent Hill 2 Original Soundtrack | Silent Hill 2 Original Soundtrack       | Silent Hill 2 Original Soundtrack | Silent Hill 2 Original Soundtrack | Silent Hill 2 Original Soundtrack | Silent Hill 2 Original Soundtrack                 | Silent Hill 2 Original Soundtrack |
|                                   | STT                               |                                   | Tựa đề |                                   | Độ dài                                            |                                   |                                   |                                   |                                         |                                   | |                                   |                                                   |                                   |                                   |                                   |                                         |                                   | |                                   |                                                   |                                   |
| --------------------------------- | --------------------------------- | --------------------------------- | --- | --------------------------------- | ------------------------------------------------- | --------------------------------- | --------------------------------- | --------------------------------- | --------------------------------------- | --------------------------------- | --- | --------------------------------- | ------------------------------------------------- | --------------------------------- | --------------------------------- | --------------------------------- | --------------------------------------- | --------------------------------- | --- | --------------------------------- | ------------------------------------------------- | --------------------------------- |
|                                   | 1. 2. 3. 4. 5. 6. 7. 8. 9. 10.    |                                   | "Theme of Laura" "White Noiz" "Forest" "A World of Madness" "Ordinary Vanity" "Promise (Reprise)" "Ashes and Ghost" "Null Moon" "Heaven's Night" "Alone in the Town" |                                   | 3:24 1:24 1:43 1:47 1:39 1:45 3:08 2:50 2:04 1:38 |                                   |                                   |                                   | 11. 12. 13. 14. 15. 16. 17. 18. 19. 20. |                                   | "The Darkness That Lurks in our Mind" "Angel's Thanatos" "The Day of Night" "Block Mind" "Magdalene" "Fermata in Mistic Air" "Prisonic Fairytale" "Love Psalm" "Silent Heaven" "No one Love You" |                                   | 1:16 3:17 1:37 1:12 1:25 2:16 1:54 4:26 2:13 1:32 |                                   |                                   |                                   | 21. 22. 23. 24. 25. 26. 27. 28. 29. 30. |                                   | "The Reverse Will" "Laura Plays the Piano" "Terror in the Depths of the Fog" "True" "Betrayal" "Black Fairy" "Theme of Laura (Reprise)" "Overdose Delusion" "Pianissimo Epilogue" "Promise" |                                   | 3:33 1:55 4:31 3:07 2:30 1:12 1:51 4:31 1:37 4:40 |                                   |

## Đánh giá và tiếp nhận
Game nhận được vô số lời khen ngợi và đánh giá tích cực từ các nhà phê bình và cộng đồng người chơi, đặc biệt là phiên bản dành cho nền tảng PS2 (85.82% GameRankings và 89/100 Metacritic), về hầu như mọi khía cạnh trong game như cốt truyện, đồ họa, không khí kinh dị tâm linh giữ lại của phần một, thiết kế quái vật, âm thanh, và nhạc game.
Andy Greenwald của tạp chí Spin nhận xét Silent Hill 2 là một trò chơi đáng sợ vì nó mang đậm màu sắc u tối. Jon Thompson của trang Allgame đánh giá rất cao Silent Hill 2, khen ngợi "Silent Hill 2 có chút gì đó vội vã, và mặc dù nó có thể không theo kiểu kinh dị đến một cách dồn dập như phiên bản tiền nhiệm, Silent Hill 2 có đầy đủ yếu tố tạo nên một cú hích lớn và là một phiên bản kế nhiệm đáng giá." Joe Fielder của GameSpot đánh giá Silent Hill 2 số điểm 7.9/10 (Xbox) viết: "Silent Hill 2 đẹp hơn, bố cục thông minh hơn nhưng có vẻ không lôi cuối bằng phiên bản tiền nhiệm." Doug Perry của IGN chấm Silent Hill 2 số điểm 9.0/10 (PS2) với lời nhận xét: "Silent Hill 2 là một trò chơi đáng sợ, có chiều sâu, bố cục thông minh, và nó đang dần hoàn thiện cho thể loại game này. Cuối cùng, đó là tất cả những gì tôi thực sự muốn ở một game thuộc thể loại kinh dị sinh tồn."
Trong các bài viết sau này, Silent Hill 2 tiếp tục nhận được vô số đánh giá cao. Trong một bài viết năm 2009, Travis Fahs của IGN nhận xét game là yếu tố chủ chốt giúp hồi sinh thể loại kinh dị sinh tồn. Cùng năm, Ben "Yahtzee" Croshaw của Tạp chí Escapist liệt Silent Hill 2 vào danh sách 5 tựa games ưa thích nhất mọi thời đại của anh, khen ngợi không khí rùng rợn trong game bao trùm người chơi một cách dày đặc và lộn xộn. Anh nhận xét: "Silent Hill 2 là tựa game mà tôi vẫn thi thoảng chơi lại để nhắc nhở chính mình rằng tất cả những yếu tố trong game vẫn xứng đáng được lưu giữ," và như thế, "nó như là một cuộc hành trình đầy quyến rũ của sự đau đớn và nỗi tuyệt vọng khiến cho cảm xúc của bạn vừa hụt hẫng vừa thỏa mãn." Trong bài Replay: The History of Video Games (2010), Tristian Donovan mô tả Silent Hill 2 là một "điểm sáng" của cả series.
Silent Hill 2 vẫn luôn được đánh giá là một trong những game kinh dị xuất sắc nhất từng được tạo ra. Về tổng thể, năm 2006, game đứng vị trí số một trong danh sách những game kinh dị nhất mọi thời đại của X-Play. Năm 2008, IGN xếp Silent Hill 2 thứ 14 trong top 25 trò chơi hay nhất dành cho nền tảng PS2 với nhận xét: "Silent Hill 2 đã giữ lại được những gì hay nhất của phần đầu tiên, đó là nỗi sợ hãi tột cùng về thứ gì đó hình như đang ở ngoài kia, nhưng với đồ họa và âm thanh đột phá cùng với cốt truyện ly kỳ, rùng rợn, trò chơi đã nâng sự kinh dị lên một tầm cao mới." Năm 2009, IGN xếp Silent Hill 2 là một trong 5 games kinh dị hay nhất trong khoảng thời gian 2000 đến 2009. Năm 2010, IGN xếp game thứ 54 trong top 100 games cho nền tảng PS2. Cùng năm, GamePro xếp game thứ 26 trong danh sách 36 games hay nhất trên nền tảng PS2. Năm 2012, kênh TV G4 xếp Silent Hill 2 thứ 85 trong top 100 games xuất sắc nhất mọi thời đại. Và gần đây nhất, vào năm 2014, trong danh sách top 25 game kinh dị mọi thời đại của Game Informer, Silent Hill 2 đứng vị trí thứ 2.
Về cốt truyện nói riêng, trong một bài viết hồi tưởng về thể loại game kinh dị sinh tồn năm 2008, Jim Sterling của IGN đã khen ngợi cốt truyện của game là "ví dụ điển hình nhất cho cách xây dựng lối dẫn truyện cho các tựa games ngày nay". Năm 2009, Wired News xếp Silent Hill 2 thứ 11 trong danh sách 15 games có tầm ảnh hưởng mạnh nhất thập kỷ qua với lới nhận xét cốt truyện của game đã khai thác sâu vào những vẫn đề nhạy cảm trong gia đình, quan hệ giữa James và người vợ mang bệnh của anh; game khiến người chơi sợ hãi "không chỉ vì một hành lang đầy rẫy những quái vật ghê tởm, mà còn từ nỗi sợ hãi sâu thẳm trong lòng của con người". Năm 2012, GamesRadar xếp cốt truyện của game vị trí số một trong top 25 cốt truyện trong game hay nhất với lời nhận xét: "có một sự đáng sợ tột đỉnh trong lối dẫn truyện của Silent Hill 2".

### Bán hàng
Silent Hill 2 được đánh giá rất cao và cũng rất thành công về mặt thương mại, game đã bán được hơn một triệu bản trong vòng một tháng sau khi ra mắt ở các thị trường Bắc Mỹ, Châu Âu, và Nhật Bản.